# Matthias Ebner

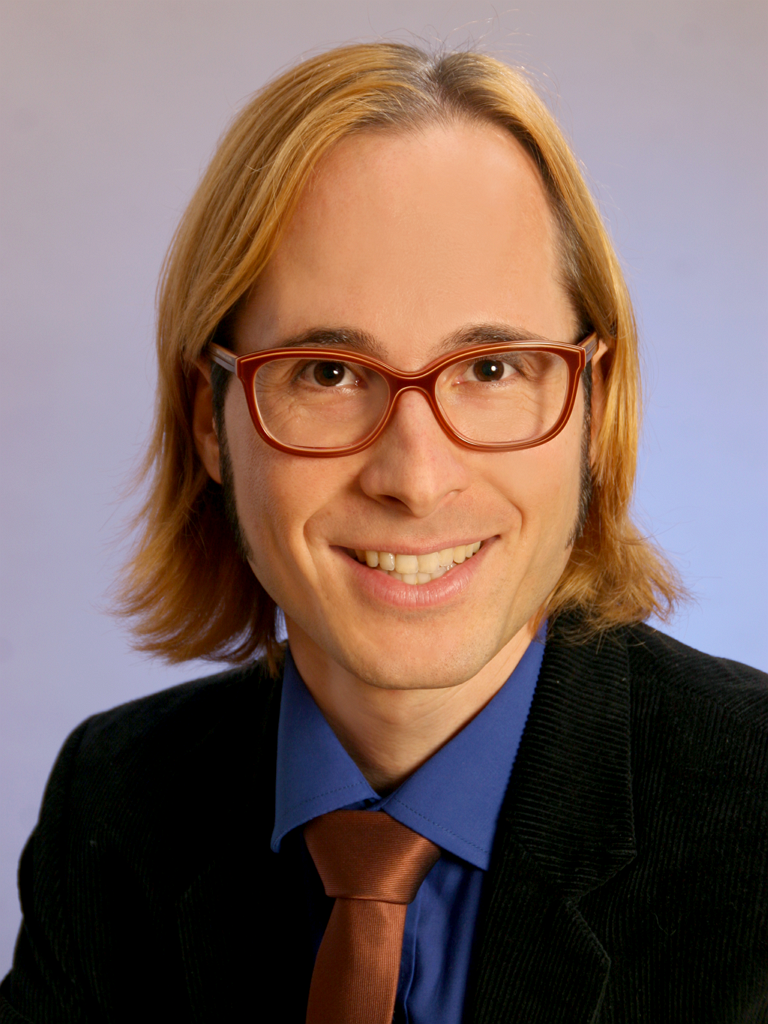
Matthias Ebner (2016)

Matthias Ebner (* 1984 in Sindelfingen) ist ein deutscher Diplom-Wirtschaftsingenieur und Politiker aus Tiefenbronn. Vom 21. März 2015 bis zum 28. Mai 2022 war er einer von mehreren gleichberechtigten Bundesvorsitzenden der Partei Mensch Umwelt Tierschutz. Von 2012 bis 2022 war er baden-württembergischer Landesvorsitzender.

## Leben
Ebner ist einer von zwei Söhnen eines Unternehmerehepaars. Im Jahr 2004 absolvierte er sein Abitur. Unmittelbar daran schloss sich ein Studium des Wirtschaftsingenieurwesens an. Während dieser Zeit verbrachte er von 2008 bis 2009 ein Auslandssemester in Indonesien. 2009 schloss er sein Studium mit dem akademischen Grad Diplom-Wirtschaftsingenieur (FH) ab. Seither arbeitet er als Suchmaschinenoptimierer. Seit 2019 ist er verheiratet.

## Politik

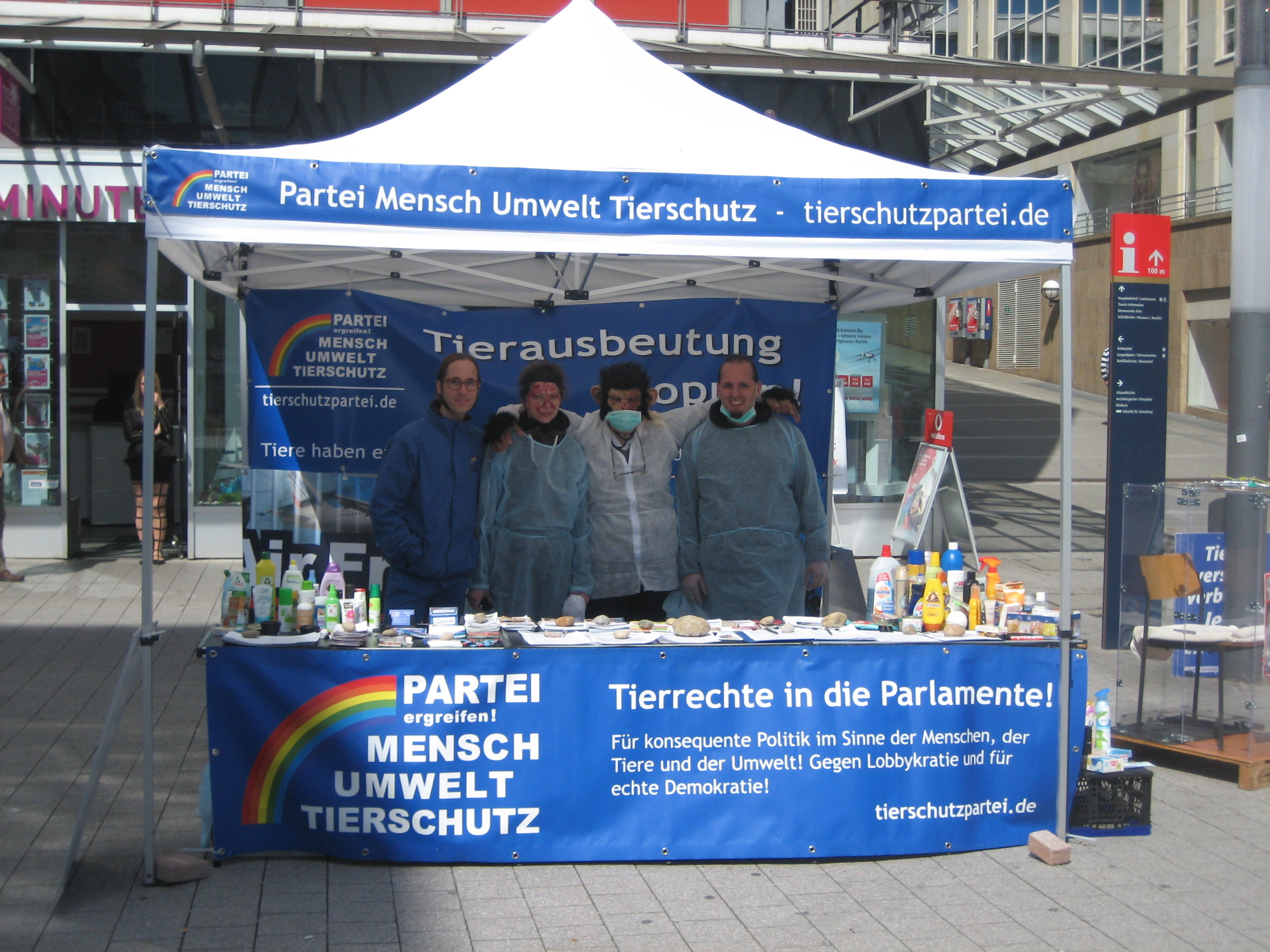
Ebner (ganz links) bei einem Infostand im April 2015 in Pforzheim

2010 trat Ebner der Tierschutzpartei bei. Bereits zwei Wochen später wurde er beim Landesparteitag auf Bitte des damaligen Landesvorstandes Beisitzer im baden-württembergischen Landesverband. Ab 2012 fungierte er als zweiter Landesvorsitzender. Bei der Bundestagswahl 2013 kandidierte er auf dem dritten Platz der baden-württembergischen Landesliste seiner Partei. Seit 2014 ist er erster Landesvorsitzender. Ab 2013 gehörte er zunächst als Beisitzer dem Bundesverband an, ein Jahr später wurde er zum Stellvertreter des Generalsekretärs.
Auf dem Sonderparteitag vom 21. März 2015, der aus dem Rücktritt mehrerer Vorstandsmitglieder – unter anderem den beiden Parteivorsitzenden Stefan Bernhard Eck und Barbara Nauheimer – zum Jahreswechsel 2014/2015 resultierte, wurde er neben Horst Wester und Bettina Jung zu einem von drei gleichberechtigten Bundesvorsitzenden gewählt. Auf dem Parteitag selbst wurde ihm ein Misstrauensantrag gestellt, der jedoch keinen Erfolg hatte. Auf dem 35. Bundesparteitag, der im November selben Jahres in Düsseldorf stattfand, wurde er in diesem Amt bestätigt, ebenso zwei Jahre später im Dezember 2017 und im November 2019 in Frankfurt. Parteiintern ist er außerdem Leiter des Bundesarbeitskreises Umwelt- und Klimaschutz sowie Mitglied im Bundesarbeitskreis MUT gegen Rechts.
Darüber hinaus trat er bei der Landtagswahl in Baden-Württemberg 2016 im Landtagswahlkreis Stuttgart IV an und erzielte insgesamt 728 Stimmen, was 1,2 % entsprach. Zur Bundestagswahl 2017 war er Spitzenkandidat der baden-württembergischen Landesliste seiner Partei und wurde zusätzlich am 21. Februar selben Jahres auf der Versammlung der Parteimitglieder aus Stuttgart zum Kandidaten im Bundestagswahlkreis Stuttgart I gewählt. Als Wahlkreiskandidat erreichte er 1.576 Stimmen und somit 1,0 % aller Erststimmen. Im Zuge der Kommunalwahlen in Baden-Württemberg 2019 war er Kandidat seiner Partei bei der Gemeinderatswahl in Tiefenbronn, bei der er den Einzug in den Gemeinderat verfehlte. Bei der Bundestagswahl 2021 war er erneut Spitzenkandidat der baden-württembergischen Landesliste seiner Partei und erzielte als Direktkandidat für den Wahlkreis Pforzheim 2,4 %, womit er noch vor der Kandidatin von Die Linke landete. Auf dem Bundesparteitag im Mai 2022 unterlag er bei der Wahl zum Bundesvorsitzenden Marcel Krohn.

## Weitere Aktivitäten
2009 und 2010 engagierte Ebner sich in Tübingen bei einer lokalen Greenpeace-Gruppe sowie bei der Antispeziesistischen Aktion Tübingen. 2010 und 2011 war er bei den Klimapiraten aktiv, um gegen die Errichtung eines Kohlekraftwerks zu kämpfen. Ebner ist zudem Mitglied im Verein Act for Animals – bis 2014 Tübingen für Tiere –, dessen Vorsitzender er von 2012 bis 2013 war. 2018 war er im Tierrechtsfilm Citizen Animal – A Small Family’s Quest for Animal Rights zu sehen.